# Serie C 2019/20
Die Serie C 2019/20 war die 6. Spielzeit der dritthöchsten italienischen Spielklasse im Fußball der Männer. Sie begann am 25. August 2019 und sollte am 26. April 2020 enden. Für den Zeitraum vom 29. Dezember 2019 bis zum 5. Januar 2020 wurde sie durch eine einwöchige Winterpause unterbrochen.
Eine weitere Unterbrechung war Mitte März 2020 aufgrund der COVID-19-Pandemie nötig, welche letztendlich auch für den Abbruch der Saison sorgte.

## Saisonverlauf

### Vor Saisonbeginn
Bereits vor Saisonbeginn erfolgte der Ausschluss der Vereine Albissola 2010, AS Lucchese Libertas, Siracusa Calcio, Arzachena Costa Smeralda und Foggia Calcio; sie hatten alle keine Lizenz für die Spielzeit 2019/20 beantragt oder erhalten. Der über die Relegation aus der Serie B abgestiegene FC Venedig durfte hingegen in der zweithöchsten Spielklasse verbleiben und tritt nicht in der Serie C an, während die US Palermo keine Lizenz für die dritte Liga erhielt und in der Serie D spielen muss.
Die verbliebenen Plätze wurden durch drei wieder zugelassene Absteiger der Vorsaison sowie zwei weitere Mannschaften aus der Serie D aufgefüllt, wohingegen im Gegensatz zu den Gruppen A und B (je 20 Teilnehmer) nur 19 Vereine in der Gruppe C antreten. In der Folge wurden die UC AlbinoLeffe, die SS Monza 1912, die AC Renate sowie die AS Giana Erminio (alle aus der Lombardei) aus der Gruppe B in die Gruppe A umgesetzt. Teramo Calcio und Ternana Calcio wurden hingegen aus der Gruppe B in die Gruppe C versetzt, Piacenza Calcio 1919 aus der Gruppe A in die Gruppe B.

### Spielbetrieb während der COVID-19-Pandemie
Aufgrund der COVID-19-Pandemie wurde der Spielbetrieb der Gruppen A und B noch während der Austragung des jeweils 27. Spieltags Ende Februar 2020 bis auf Weiteres unterbrochen. Nach Abschluss ihres 30. Spieltags folgte Anfang März die Gruppe C.
Die Endtabelle wurde nach folgender Formel ermittelt: Punkte + (Heimpunkte × fehlende Heimspiele) + (Auswärtspunkte × fehlende Auswärtsspiele)

## Teilnehmende Auf- und Absteiger
- die Mannschaften auf den Plätzen 17 und 18 der Serie B 2018/19:
  - Calcio Padova
  - FC Carpi
- die vier nach dem Ausschluss von Albissola, Arzachena, Lucchese und Siracusa wieder zugelassenen Absteiger der Serie C 2018/19:
  - Virtus Verona
  - Paganese Calcio 1926
  - Alma Juventus Fano 1906
  - AS Bisceglie
- die Meister der neun Staffeln der Serie D 2018/19:
  - Calcio Lecco
  - Como 1907
  - FC Arzignano Valchiampo
  - US Pergolettese 1932
  - US Pianese
  - FC Cesena
  - US Avellino 1912
  - AZ Picerno
  - SSC Bari
- die zwei wegen des Ausschlusses der Serie-B-Absteiger Foggia und Palermo zugelassenen Mannschaften der Serie D 2018/19:
  - FC Modena
  - AC Reggiana

## Gruppe A

### Teilnehmer
Die folgenden Teilnehmer hatten sich sportlich qualifiziert. Die Vereine sind nach den Heimatstädten sortiert.
| Logo | Verein                | Stadt          | Region    |
| ---- | --------------------- | -------------- | --------- |
|      | US Alessandria Calcio | Alessandria    | Piemont   |
|      | US Arezzo             | Arezzo         | Toskana   |
|      | Aurora Pro Patria     | Busto Arsizio  | Lombardei |
|      | Carrarese Calcio      | Carrara        | Toskana   |
|      | Como 1907             | Como           | Lombardei |
|      | US Pergolettese 1932  | Crema          | Lombardei |
|      | AS Giana Erminio      | Gorgonzola     | Lombardei |
|      | AC Gozzano            | Gozzano        | Piemont   |
|      | Calcio Lecco          | Lecco          | Lombardei |
|      | UC AlbinoLeffe        | Leffe          | Lombardei |
|      | SS Monza 1912         | Monza          | Lombardei |
|      | Novara Calcio         | Novara         | Piemont   |
|      | Olbia Calcio 1905     | Olbia          | Sardinien |
|      | US Pianese            | Piancastagnaio | Toskana   |
|      | US Pistoiese          | Pistoia        | Toskana   |
|      | US Città di Pontedera | Pontedera      | Toskana   |
|      | AC Renate             | Renate         | Lombardei |
|      | Robur Siena           | Siena          | Toskana   |
|      | Juventus Turin U23    | Turin          | Piemont   |
|      | FC Pro Vercelli       | Vercelli       | Piemont   |

### Tabelle
| Pl.                     | Verein                   | Sp. | S  | U  | N  | Tore    | Diff. | Punkte | Pkt.-Formel |
| ----------------------- | ------------------------ | --- | -- | -- | -- | ------- | ----- | ------ | ----------- |
| 1.                      | SS Monza 1912 (U)        | 27  | 18 | 7  | 2  | 053:180 | +35   | 61     | 86,231      |
| 2.                      | Carrarese Calcio         | 27  | 12 | 9  | 6  | 047:360 | +11   | 45     | 62,637      |
| 3.                      | AC Renate (U)            | 27  | 11 | 10 | 6  | 034:220 | +12   | 43     | 60,027      |
| 4.                      | US Città di Pontedera 1  | 27  | 11 | 9  | 7  | 038:350 | +3    | 42     | 58,670      |
| 5.                      | US Alessandria Calcio    | 27  | 10 | 10 | 7  | 034:300 | +4    | 40     | 56,165      |
| 6.                      | Robur Siena 2            | 27  | 10 | 10 | 7  | 032:300 | +2    | 39     | 56,104      |
| 7.                      | Novara Calcio            | 26  | 10 | 8  | 8  | 035:290 | +6    | 38     | 55,538      |
| 8.                      | UC AlbinoLeffe (U)       | 27  | 10 | 9  | 8  | 029:240 | +5    | 39     | 55,225      |
| 9.                      | US Arezzo 3              | 27  | 8  | 13 | 6  | 033:280 | +5    | 37     | 52,720      |
| 10.                     | Juventus Turin U23       | 27  | 8  | 12 | 7  | 030:340 | −4    | 36     | 50,527      |
| 11.                     | Aurora Pro Patria 4      | 26  | 7  | 11 | 8  | 032:300 | +2    | 32     | 46,769      |
| 12.                     | US Pistoiese             | 27  | 6  | 15 | 6  | 024:220 | +2    | 33     | 46,352      |
| 13.                     | Como 1907 (N)            | 26  | 7  | 11 | 8  | 028:250 | +3    | 32     | 46,143      |
| 14.                     | FC Pro Vercelli          | 26  | 7  | 10 | 9  | 027:280 | −1    | 31     | 45,464      |
| 15.                     | Calcio Lecco (N)         | 26  | 7  | 7  | 12 | 027:420 | −15   | 28     | 41,393      |
| 16.                     | US Pergolettese 1932 (N) | 27  | 6  | 9  | 12 | 021:360 | −15   | 27     | 38,209      |
| 17.                     | AS Giana Erminio (U)     | 26  | 6  | 8  | 12 | 028:440 | −16   | 26     | 38,000      |
| 18.                     | Olbia Calcio 1905        | 27  | 5  | 10 | 12 | 028:440 | −16   | 25     | 34,973      |
| 19.                     | US Pianese (N)           | 27  | 4  | 12 | 11 | 023:300 | −7    | 24     | 33,824      |
| 20.                     | AC Gozzano               | 27  | 4  | 10 | 13 | 022:380 | −16   | 22     | 30,901      |
| Stand: 23. Februar 2020 |                          |     |    |    |    |         |       |        |             |

| Zum Saisonende 2019/20: |                                    |
| Meister der Gruppe, Aufstieg in die Serie B 2020/21 und Teilnahme an der Supercoppa Serie C Teilnahme an den Play-offs Teilnahme an den Play-outs Abstieg in die Serie D 2020/21 |                                    |
| |                                    |
| Zum Saisonende 2018/19: |                                    |
| (U) | Umgruppierung                      |
| (N) | Aufsteiger aus der Serie D 2018/19 |
| |                                    |

## Gruppe B

### Teilnehmer
Die folgenden Teilnehmer haben sich bislang sportlich qualifiziert. Die Vereine sind nach den Heimatstädten sortiert.
| Logo | Verein                  | Stadt                    | Region                  |
| ---- | ----------------------- | ------------------------ | ----------------------- |
|      | FC Arzignano Valchiampo | Arzignano                | Venetien                |
|      | FC Südtirol             | Bozen                    | Trentino-Südtirol       |
|      | FC Carpi                | Carpi                    | Emilia-Romagna          |
|      | FC Cesena               | Cesena                   | Emilia-Romagna          |
|      | Alma Juventus Fano 1906 | Fano                     | Marken                  |
|      | AS Gubbio 1910          | Gubbio                   | Umbrien                 |
|      | Imolese Calcio 1919     | Imola                    | Emilia-Romagna          |
|      | FC Fermana              | Massa Fermana            | Marken                  |
|      | FC Modena               | Modena                   | Emilia-Romagna          |
|      | Calcio Padova           | Padua                    | Venetien                |
|      | Vis Pesaro              | Pesaro                   | Marken                  |
|      | Piacenza Calcio 1919    | Piacenza                 | Emilia-Romagna          |
|      | FC Ravenna              | Ravenna                  | Emilia-Romagna          |
|      | AC Reggiana             | Reggio nell’Emilia       | Emilia-Romagna          |
|      | FC Rimini 1912          | Rimini                   | Emilia-Romagna          |
|      | Feralpisalò             | Salò                     | Lombardei               |
|      | SS Sambenedettese       | San Benedetto del Tronto | Marken                  |
|      | US Triestina            | Triest                   | Friaul-Julisch Venetien |
|      | Virtus Verona           | Verona                   | Venetien                |
|      | L.R. Vicenza Virtus     | Vicenza                  | Venetien                |

### Tabelle
| Pl.                     | Verein                      | Sp. | S  | U  | N  | Tore    | Diff. | Punkte | Pkt.-Formel |
| ----------------------- | --------------------------- | --- | -- | -- | -- | ------- | ----- | ------ | ----------- |
| 1.                      | L.R. Vicenza Virtus         | 27  | 18 | 7  | 2  | 041:120 | +29   | 61     | 85,918      |
| 2.                      | AC Reggiana (N)             | 27  | 15 | 10 | 2  | 045:250 | +20   | 55     | 76,835      |
| 3.                      | FC Carpi (A)                | 26  | 16 | 5  | 5  | 044:210 | +23   | 53     | 76,452      |
| 4.                      | FC Südtirol                 | 27  | 15 | 3  | 9  | 043:240 | +19   | 48     | 67,962      |
| 5.                      | Calcio Padova (A)           | 26  | 13 | 5  | 8  | 035:190 | +16   | 44     | 64,308      |
| 6.                      | Feralpisalò                 | 26  | 12 | 8  | 6  | 034:310 | +3    | 44     | 64,308      |
| 7.                      | Piacenza Calcio 1919 (U) 1  | 26  | 10 | 11 | 5  | 032:240 | +8    | 41     | 60,619      |
| 8.                      | US Triestina                | 27  | 12 | 4  | 11 | 036:320 | +4    | 40     | 56,582      |
| 9.                      | FC Modena 1                 | 27  | 11 | 7  | 9  | 029:250 | +4    | 40     | 55,745      |
| 10.                     | SS Sambenedettese           | 26  | 9  | 6  | 11 | 031:310 | ±0    | 33     | 48,231      |
| 11.                     | FC Fermana                  | 27  | 8  | 9  | 10 | 022:330 | −11   | 33     | 46,874      |
| 12.                     | Virtus Verona               | 27  | 8  | 8  | 11 | 033:350 | −2    | 32     | 44,681      |
| 13.                     | FC Cesena                   | 27  | 7  | 9  | 11 | 033:420 | −9    | 30     | 42,071      |
| 14.                     | Vis Pesaro                  | 27  | 7  | 7  | 13 | 022:370 | −15   | 28     | 39,670      |
| 15.                     | AS Gubbio 1910              | 27  | 5  | 13 | 9  | 023:310 | −8    | 28     | 39,566      |
| 16.                     | FC Ravenna                  | 27  | 7  | 6  | 14 | 025:410 | −16   | 27     | 37,896      |
| 17.                     | Imolese Calcio 1919         | 27  | 4  | 11 | 12 | 020:350 | −15   | 23     | 32,467      |
| 18.                     | FC Arzignano Valchiampo (N) | 26  | 4  | 10 | 12 | 018:320 | −14   | 22     | 32,154      |
| 19.                     | Alma Juventus Fano 1906     | 27  | 5  | 6  | 16 | 024:420 | −18   | 21     | 29,753      |
| 20.                     | FC Rimini 1912              | 27  | 4  | 9  | 14 | 024:420 | −18   | 21     | 29,022      |
| Stand: 23. Februar 2020 |                             |     |    |    |    |         |       |        |             |

| Zum Saisonende 2019/20: |                                    |
| Meister der Gruppe, Aufstieg in die Serie B 2020/21 und Teilnahme an der Supercoppa Serie C Teilnahme an den Play-offs Teilnahme an den Play-outs Abstieg in die Serie D 2020/21 |                                    |
| |                                    |
| Zum Saisonende 2018/19: |                                    |
| (U) | Umgruppierung                      |
| (A) | Absteiger aus der Serie B 2018/19  |
| (N) | Aufsteiger aus der Serie D 2018/19 |
| |                                    |

## Gruppe C

### Teilnehmer
Die folgenden Teilnehmer haben sich bislang sportlich qualifiziert. Die Vereine sind nach den Heimatstädten sortiert.
| Logo | Verein                    | Stadt               | Region     |
| ---- | ------------------------- | ------------------- | ---------- |
|      | US Avellino 1912          | Avellino            | Kampanien  |
|      | SSC Bari                  | Bari                | Apulien    |
|      | AS Bisceglie              | Bisceglie           | Apulien    |
|      | FC Casertana              | Caserta             | Kampanien  |
|      | Catania Calcio            | Catania             | Sizilien   |
|      | Catanzaro Calcio 2011     | Catanzaro           | Kalabrien  |
|      | Cavese 1919               | Cava de’ Tirreni    | Kampanien  |
|      | Virtus Francavilla Calcio | Francavilla Fontana | Apulien    |
|      | Sicula Leonzio            | Lentini             | Sizilien   |
|      | SS Monopoli 1966          | Monopoli            | Apulien    |
|      | Paganese Calcio 1926      | Pagani              | Kampanien  |
|      | AZ Picerno                | Picerno             | Basilikata |
|      | Potenza Calcio            | Potenza             | Basilikata |
|      | Urbs Reggina 1914         | Reggio Calabria     | Kalabrien  |
|      | Rende Calcio 1968         | Rende               | Kalabrien  |
|      | FC Rieti                  | Rieti               | Latium     |
|      | Teramo Calcio             | Teramo              | Abruzzen   |
|      | Ternana Calcio            | Terni               | Umbrien    |
|      | US Vibonese Calcio        | Vibo Valentia       | Kalabrien  |
|      | AS Viterbese Castrense    | Viterbo             | Latium     |

### Tabelle
| Pl.                 | Verein                    | Sp. | S  | U  | N  | Tore    | Diff. | Punkte | Pkt.-Formel |
| ------------------- | ------------------------- | --- | -- | -- | -- | ------- | ----- | ------ | ----------- |
| 1.                  | Urbs Reggina 1914         | 30  | 21 | 6  | 3  | 054:190 | +35   | 69     | 87,705      |
| 2.                  | SSC Bari (N)              | 30  | 16 | 12 | 2  | 054:240 | +30   | 60     | 76,709      |
| 3.                  | SS Monopoli 1966          | 30  | 18 | 3  | 9  | 040:220 | +18   | 57     | 72,946      |
| 4.                  | Potenza Calcio            | 30  | 16 | 8  | 6  | 036:230 | +13   | 56     | 70,933      |
| 5.                  | Ternana Calcio (U)        | 30  | 14 | 9  | 7  | 038:290 | +9    | 51     | 64,600      |
| 6.                  | Catania Calcio 1          | 30  | 13 | 8  | 9  | 039:380 | +1    | 45     | 57,533      |
| 7.                  | Catanzaro Calcio 2011     | 30  | 12 | 7  | 11 | 041:360 | +5    | 43     | 53,268      |
| 8.                  | Teramo Calcio (U)         | 30  | 11 | 8  | 11 | 029:310 | −2    | 41     | 50,893      |
| 9.                  | Virtus Francavilla Calcio | 30  | 10 | 10 | 10 | 039:360 | +3    | 40     | 50,893      |
| 10.                 | US Avellino 1912 (N)      | 30  | 11 | 7  | 12 | 034:380 | −4    | 40     | 50,667      |
| 11.                 | US Vibonese Calcio        | 30  | 9  | 12 | 9  | 048:370 | +11   | 39     | 49,400      |
| 12.                 | AS Viterbese Castrense    | 30  | 11 | 6  | 13 | 037:380 | −1    | 39     | 49,400      |
| 13.                 | Cavese 1919               | 30  | 9  | 11 | 10 | 024:360 | −12   | 38     | 47,161      |
| 14.                 | Paganese Calcio 1926      | 30  | 8  | 12 | 10 | 035:340 | +1    | 36     | 46,652      |
| 15.                 | FC Casertana 2            | 30  | 8  | 14 | 8  | 037:350 | +2    | 36     | 46,133      |
| 16.                 | Sicula Leonzio            | 30  | 7  | 8  | 15 | 031:460 | −15   | 29     | 36,733      |
| 17.                 | AS Bisceglie              | 30  | 3  | 11 | 16 | 021:400 | −19   | 20     | 25,333      |
| 18.                 | Rende Calcio 1968         | 30  | 3  | 9  | 18 | 019:500 | −31   | 18     | 22,800      |
| 19.                 | FC Rieti 3                | 30  | 5  | 5  | 20 | 029:640 | −35   | 15     | 20,333      |
| 20.                 | AZ Picerno (N) 4          | 30  | 8  | 8  | 14 | 029:380 | −9    | 32     | 40,533      |
| Stand: 9. März 2020 |                           |     |    |    |    |         |       |        |             |

| Zum Saisonende 2019/20: |                                    |
| Meister der Gruppe, Aufstieg in die Serie B 2020/21 und Teilnahme an der Supercoppa Serie C Teilnahme an den Play-offs Teilnahme an den Play-outs Abstieg in die Serie D 2020/21 |                                    |
| |                                    |
| Zum Saisonende 2018/19: |                                    |
| (U) | Umgruppierung                      |
| (N) | Aufsteiger aus der Serie D 2018/19 |
| |                                    |

## Platzierungsrunden

### Play-offs

#### Gruppe A
Die Mannschaften auf den Plätzen 3 bis 10 der Gruppe A traten hier gegeneinander an, die drei bestplatzierten Mannschaften erhielten ein Freilos für die zweite bzw. die Finalrunde. Endete eine Begegnung remis, kam die Mannschaft mit der besseren Platzierung in der Abschlusstabelle weiter.
1. Runde
Die Spiele des 5. – 11., 4 6. – 9. und 7. – 8. wurden am 30. Juni 2020 ausgetragen.
|                       | Ergebnis |                   |
| --------------------- | -------- | ----------------- |
| US Alessandria Calcio | –:–      | Aurora Pro Patria |
| Robur Siena           | –:–      | US Arezzo         |
| Novara Calcio         | 0:0      | UC AlbinoLeffe    |

2. Runde
Die Spiele wurden am 5. Juli 2020 ausgetragen.
|                       | Ergebnis |               |
| --------------------- | -------- | ------------- |
| US Città di Pontedera | –:–      | Novara Calcio |
| US Alessandria Calcio | 3:2      | Robur Siena   |

#### Gruppe B
Die Mannschaften auf den Plätzen 3 bis 10 der Gruppe B traten hier gegeneinander an, die drei bestplatzierten Mannschaften erhielten ein Freilos für die zweite bzw. die Finalrunde. Endete eine Begegnung remis, kam die Mannschaft mit der besseren Platzierung in der Abschlusstabelle weiter.
1. Runde
Die Spiele des 5. – 10., 6. – 9. und 7. – 8. wurden am 30. Juni 2020 ausgetragen.
|                      | Ergebnis |                   |
| -------------------- | -------- | ----------------- |
| Calcio Padova        | 0:0      | SS Sambenedettese |
| Feralpisalò          | –:–      | FC Modena         |
| Piacenza Calcio 1919 | –:–      | US Triestina      |

2. Runde
Die Spiele wurden am 5. Juli 2020 ausgetragen.
|               | Ergebnis |              |
| ------------- | -------- | ------------ |
| FC Südtirol   | 0:1      | US Triestina |
| Calcio Padova | 1:0      | Feralpisalò' |

#### Gruppe C
Die Mannschaften auf den Plätzen 3 bis 10 der Gruppe C traten hier gegeneinander an, die drei bestplatzierten Mannschaften erhielten ein Freilos für die zweite bzw. die Finalrunde. Endete eine Begegnung remis, kam die Mannschaft mit der besseren Platzierung in der Abschlusstabelle weiter.
1. Runde
Die Spiele des 6. – 9. und 7. – 8. wurden am 30. Juni 2020 ausgetragen. Das Spiel des 5. – 10. am 1. Juli 2020.
|                       | Ergebnis |                           |
| --------------------- | -------- | ------------------------- |
| Catania Calcio        | 3:2      | Virtus Francavilla Calcio |
| Catanzaro Calcio 2011 | 0:0      | Teramo Calcio             |
| Ternana Calcio        | 0:0      | US Avellino 1912          |

2. Runde
Die Spiele wurden am 5. Juli 2020 ausgetragen.
|                | Ergebnis |                       |
| -------------- | -------- | --------------------- |
| Potenza Calcio | 1:1      | Catanzaro Calcio 2011 |
| Ternana Calcio | 1:1      | Catania Calcio        |

#### Finalrunde
Die Sieger aus den jeweiligen 2. Runden sowie die Mannschaften, die aufgrund ihrer Tabellenplatzierungen Freilose erhielten, spielten hier gruppenübergreifend gegeneinander. Endete eine Begegnung remis, kam die Mannschaft mit der besseren Platzierung in der Abschlusstabelle weiter. Die Spiele wurden am 9. Juli 2020 ausgetragen.
Achtelfinale
|                    | Ergebnis |                       |
| ------------------ | -------- | --------------------- |
| Juventus Turin U23 | 2:0      | Calcio Padova         |
| AC Renate          | 1:2      | Novara Calcio         |
| Potenza Calcio     | 1:0      | US Triestina          |
| FC Carpi           | 2:2      | US Alessandria Calcio |
| SS Monopoli 1966   | 0:1      | Ternana Calcio        |

Viertelfinale
Die Sieger aus den vorherigen Partien, sowie die drei Zweitplatzierten traten hier gegeneinander an. Endete eine Begegnung remis, kam die Mannschaft mit der besseren Platzierung in der Abschlusstabelle weiter. Die Spiele wurden am 13. Juli 2020 ausgetragen.
|                  | Ergebnis |                    |
| ---------------- | -------- | ------------------ |
| SSC Bari         | 1:1      | Ternana Calcio     |
| Carrarese Calcio | 2:2      | Juventus Turin U23 |
| FC Carpi         | 1:2      | Novara Calcio      |
| AC Reggiana      | 0:0      | Potenza Calcio     |

Halbfinale
Die Sieger aus den vorherigen Partien, sowie die drei Zweitplatzierten traten hier gegeneinander an. Endete eine Begegnung remis, wurde eine Entscheidung per Verlängerung und anschließend im Elfmeterschießen herbeigeführt. Die Spiele wurden am 17. Juli 2020 ausgetragen.
|             | Ergebnis  |                  |
| ----------- | --------- | ---------------- |
| AC Reggiana | 2:1       | Novara Calcio    |
| SSC Bari    | 2:1 n. V. | Carrarese Calcio |

Finale
Die Sieger der Halbfinals ermittelten am 22. Juli 2020 den letzten Aufsteiger in die Serie B.
|             | Ergebnis |          |
| ----------- | -------- | -------- |
| AC Reggiana | 2:1      | SSC Bari |

### Play-outs
Die zwölf schlechtesten Mannschaften aus der Gruppenphase, die nicht bereits regulär abgestiegen waren, spielten hier in Hin- und Rückspielen um den Klassenerhalt.
Die Hinspiele wurden am 27., die Rückspiele am 30. Juni 2020 ausgetragen. Bei Gleichstand nach beiden Spielen stieg die Mannschaft mit der niedrigeren Platzierung in der Abschlusstabelle ab.
|                         | Gesamt |                      | Hinspiel | Rückspiel |
| ----------------------- | ------ | -------------------- | -------- | --------- |
| US Pianese              | 3:3    | US Pergolettese 1932 | 0:0      | 3:3       |
| Olbia Calcio 1905       | 2:1    | AS Giana Erminio     | 1:0      | 1:1       |
| FC Arzignano Valchiampo | 1:2    | Imolese Calcio 1919  | 1:2      | 0:0       |
| Alma Juventus Fano 1906 | 3:0    | FC Ravenna           | 2:0      | 1:0       |
| Rende Calcio 1968       | 1:3    | AZ Picerno           | 1:0      | 0:3       |
| AS Bisceglie            | 0:2    | Sicula Leonzio       | 0:1      | 0:1       |

### Supercoppa Serie C
Wegen der COVID-19-Pandemie wurde der Wettbewerb nicht ausgespielt.